# Giwi Tschikwanaia
Giwi Petrowitsch Tschikwanaia (georgisch გივი ჩიქვანაია, russisch Гиви Петрович Чикваная; * 29. Mai 1939 in Telawi; † 2. August 2018 in Moskau) war ein sowjetischer Wasserballspieler. Bei Olympischen Spielen gewann er zwei Silbermedaillen. Bei Europameisterschaften war er mit der sowjetischen Nationalmannschaft einmal Zweiter.

## Sportliche Karriere
Der 1,89 Meter große Tschikwanaia spielte für Dinamo Tiflis und für Dynamo Moskau.
Bei den Olympischen Spielen 1960 in Rom wirkte der Verteidiger Tschikwanaia in sechs von sieben Spielen mit und erzielte insgesamt sieben Tore, davon fünf in der Finalrunde. Nach drei Siegen in der Vorrunde unterlag die Mannschaft in der Zwischenrunde gegen die Italiener. Durch ein Unentschieden gegen die Ungarn und einen Sieg über Jugoslawien erhielt die sowjetische Mannschaft die Silbermedaille hinter den Italienern und vor den Ungarn. Bei der Europameisterschaft 1962 in Leipzig siegten die Ungarn, die sowjetische Mannschaft wurde gemeinsam mit den Jugoslawen Zweite.
Danach stand Tschikwanaia weder im Olympiakader 1964 noch im Europameisterschaftsaufgebot 1966. Bei den Olympischen Spielen 1968 in Mexiko-Stadt war Tschikwanaia in allen acht Partien dabei, erzielte aber kein Tor. Die sowjetische Mannschaft belegte in der Vorrunde den zweiten Platz hinter den Ungarn und besiegte im Halbfinale die Italiener mit 8:5. Im Finale gegen die Jugoslawen unterlag die sowjetische Mannschaft mit 11:13 Toren.